# 黄花扁蕾
黄花扁蕾（学名：Gentianopsis lutea）为龙胆科扁蕾属下的一个种。

## 扩展阅读
- 維基物種上的相關：黄花扁蕾